# Mägenwil
Mägenwil es una comuna suiza del cantón de Argovia, situada en el distrito de Baden. Limita al norte con la comuna de Birrhard, al este con Wohlenschwil, al sur con Hägglingen, al oeste con Othmarsingen, y al noroeste con Brunegg.